# Fenomenologia de l'esperit
Fenomenologia de l'esperit és el títol de l'obra més important de Hegel, compendi de bona part de la seva filosofia. Publicada en 1807, analitza la relació entre subjecte i objecte.

## Estructura
El llibre es divideix en vuit capítols, dedicats als temes següents:
1. la certesa sensible
2. la percepció
3. l'enteniment
4. l'autoconsciència
5. la raó
6. l'esperit
7. la religió
8. el saber

## Temes
Hegel, recollint el pensament d'Heràclit, afirma que l'únic estable és el canvi constant. El subjecte es defineix per oposició al món, que està compost d'objectes i entitats, però aquestes es defineixen per les seves propietats, sempre en mutació. El temps, aleshores, esdevé clau per definir la relació entre la persona i el seu entorn.
Cada individu comença a conèixer a partir de l'experiència (empirisme), i accepta com a primera veritat la realitat d'allò que copsa. Amb la raó, però, distingeix entre l'aparença de la cosa que percep i la seva autèntica essència (seguint la influència de Plató). Aquesta essència es mostra nua, sense propietats, i es dona la paradoxa que llavors és imperceptible i inexistent, ja que necessita alguna propietat per manifestar-se. L'enteniment humà accepta que la realitat dels objectes és al mateix temps el no ésser i la seva manifestació, sempre canviant i fugissera. Aquí s'inicia la dialèctica, clau en la filosofia de Hegel.
La percepció d'un mateix fa desaparèixer la divisió entre objecte i subjecte, ja que la consciència d'existir passa perquè la persona que percep i pensa en ella mateixa sigui idèntica a l'objecte d'aquest pensament. Una de les primeres adquisicions de la consciència humana és l'acceptació de la seva mortalitat: vencent la por a la mort hom esdevé autènticament lliure. La llibertat, subjecta a la raó, permet apropar-se als altres; és el que Hegel anomena esperit. Dins d'aquest apropament, l'esperit busca el coneixement del món, del qual han partit totes les certeses, i aquesta recerca de la veritat dona plaer, encara que sigui infructuosa. Per avançar en el saber, recorre de nou a la dialèctica, negant una veritat parcial i arribant a una nova afirmació, que serà revisada perpètuament, dins del canvi general del món.
Aquest procés dialèctic en tres fases (que erròniament va ser batejat com a tesi-antítesi-síntesi pels seus seguidors) s'anomena en Hegel abstracte-negatiu-concret, en referència a la negació de la intuïció primera (abstracta per poc concreta i perquè es relaciona amb l'essència de les coses), que porta a concretar-la en una realitat momentània, que es converteix en falsa pel mateix esdevenir temporal, amb la qual cosa torna a començar el procés.
Per tant, l'home està compost de quatre esferes: la consciència, que s'encarrega de la percepció i l'enteniment; l'autoconsciència; la raó que transcendeix els límits d'un mateix, i, finalment, l'esperit, que amb la dialèctica pot assolir el coneixement i ocupar-se de l'ètica. Aquesta ètica s'institucionalitza en la família, la societat i l'Estat (síntesi de la família i la societat), que neix d'un contracte social que en trencar-se o mutar (per l'etern canvi del món) provoca la guerra i el canvi social, com proven els moviments a la història (tesi que inspiraria Marx). La filosofia és la ciència que s'ocupa d'aquest esperit en sentit ampli i, per tant, constitueix el saber més total, per sobre de la religió.